# Tabanus arabicus
Tabanus arabicus är en tvåvingeart som beskrevs av Macquart 1839. Tabanus arabicus ingår i släktet Tabanus och familjen bromsar. Inga underarter finns listade i Catalogue of Life.